# 子供の歩行教育
『子供の歩行教育』（こどものほこうきょういく、独: Einem Kind das Laufen beibringen、英: Teaching a Child to Walk）は、17世紀オランダ絵画黄金時代の画家ピーテル・デ・ホーホが1668–1672年にキャンバス上に油彩で制作した風俗画である。現在、ライプツィヒにあるライプツィヒ造形美術館に所蔵されている。

## 作品
この絵画は、1908年に美術史家ホフステーデ・デ・フロートにより以下のように記述されている。
35. 子供の歩行教育。ジョン・スミス (美術史家) の著作で22番。ホフステーデ・デ・フロートの著作で62番。部屋の左側の女性は、ほぼ鑑賞者の方を向いて座っている。彼女はオレンジ色のドレスを身に着け、膝の上にはリンゴの入った籠を載せている。彼女の椅子のそばの椅子には、皮を剥いたリンゴの皿がある。右側にはスカートをたくし上げた召使の少女がいて、手引き紐で子供を歩かせている。子供は、母親が差し出すリンゴの方に手を伸ばしている。召使の少女の背後には、繊細なレリーフを施された付柱を持つ暖炉がある。暖炉の上には中国の陶磁器の壺があり、その上には絵画が掛かっている。左側前景の半分開かれた窓の下には東洋の絨毯の掛けられたテーブルがあり、そこに置かれているトレイの上には水差しとグラスがある。開かれた窓のある部屋の下部は、女性の頭部上の、黄色い光で照らされた壁に掛けられている鏡に映っている。保存状態はあまりよくないものの、画家の最盛期後半の真作である。窓枠の左側に「P de hooch」の署名あり。キャンバス、縦26と 1/2 インチ、横24インチ。パルテイ (Parthey) により1863年に目録番号622として記述されている。ルティツシェーナ (Ltitzschena) 目録によれば、1811年に700タレルスで購入された。ジョン・スミスにより記述では、絵画は縦24インチ、横20インチで、1812年1月21日にパリのM・ド・スルヴィル (M. de Sereville) の売り立てに出た (2000フランで購入された) 。現在、リュッツシェーナ (Lützschena) にあるフライヘル・シュペック・フォン・シュテルンブルクのコレクションにある。1889年の目録で204番。1904年のPhoto-graphische Gesellschaft誌の折りたたみページに掲載された。
子供は「ファルホート (valhoed) 」と呼ばれる頭部保護用帽子を被っている。同じ子供の姿がデ・ホーホの『オウムに餌をやる子供のいる室内』 (個人蔵) にも見られる。また、本作と同じ室内空間は、同じ子供が落ち着きなく召使のスカートを引っ張る『召使の少女にお金を渡す女性』 (個人蔵) にも用いられている。

## ギャラリー

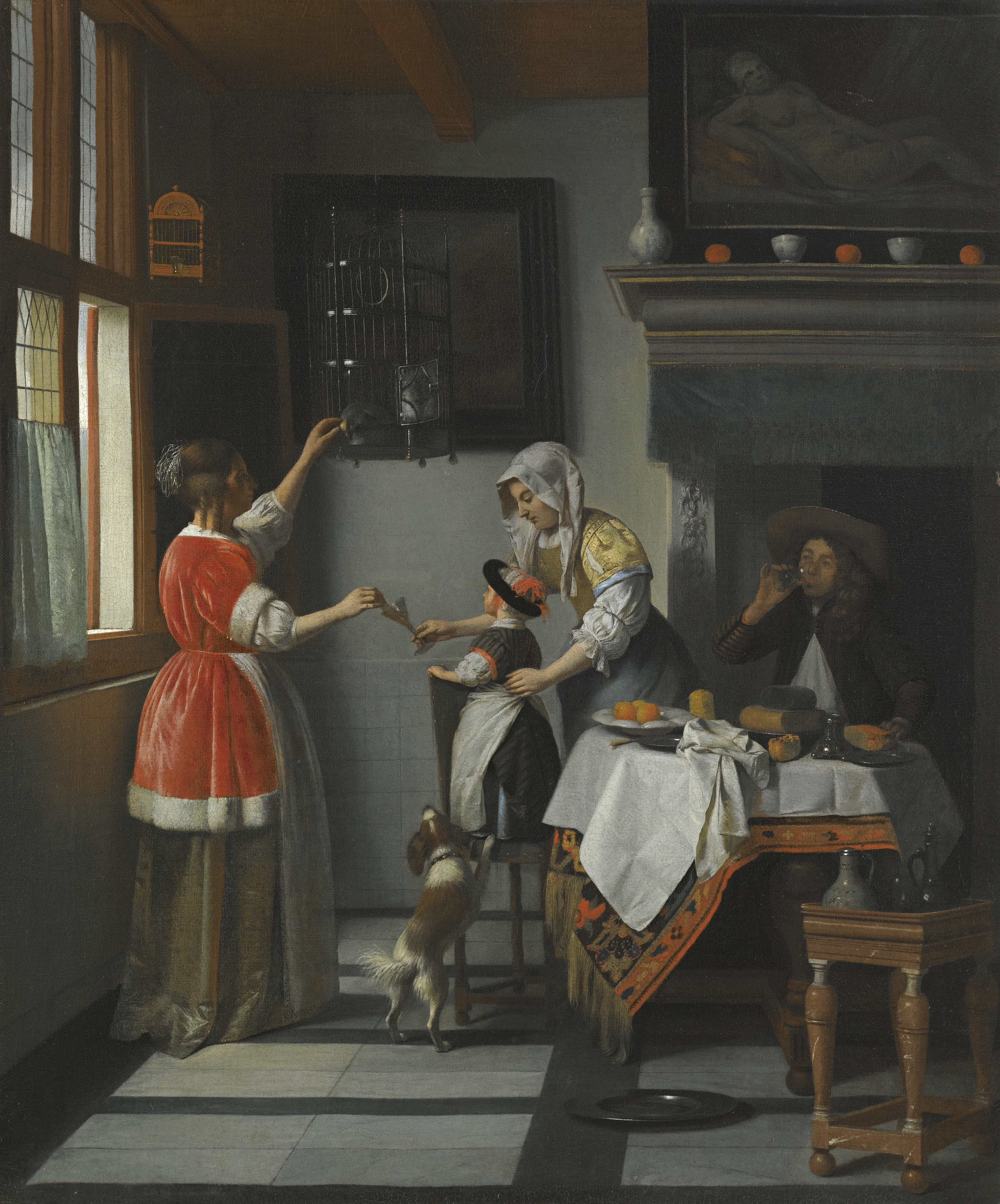
『オウムに餌をやる子供のいる室内』 (個人蔵)
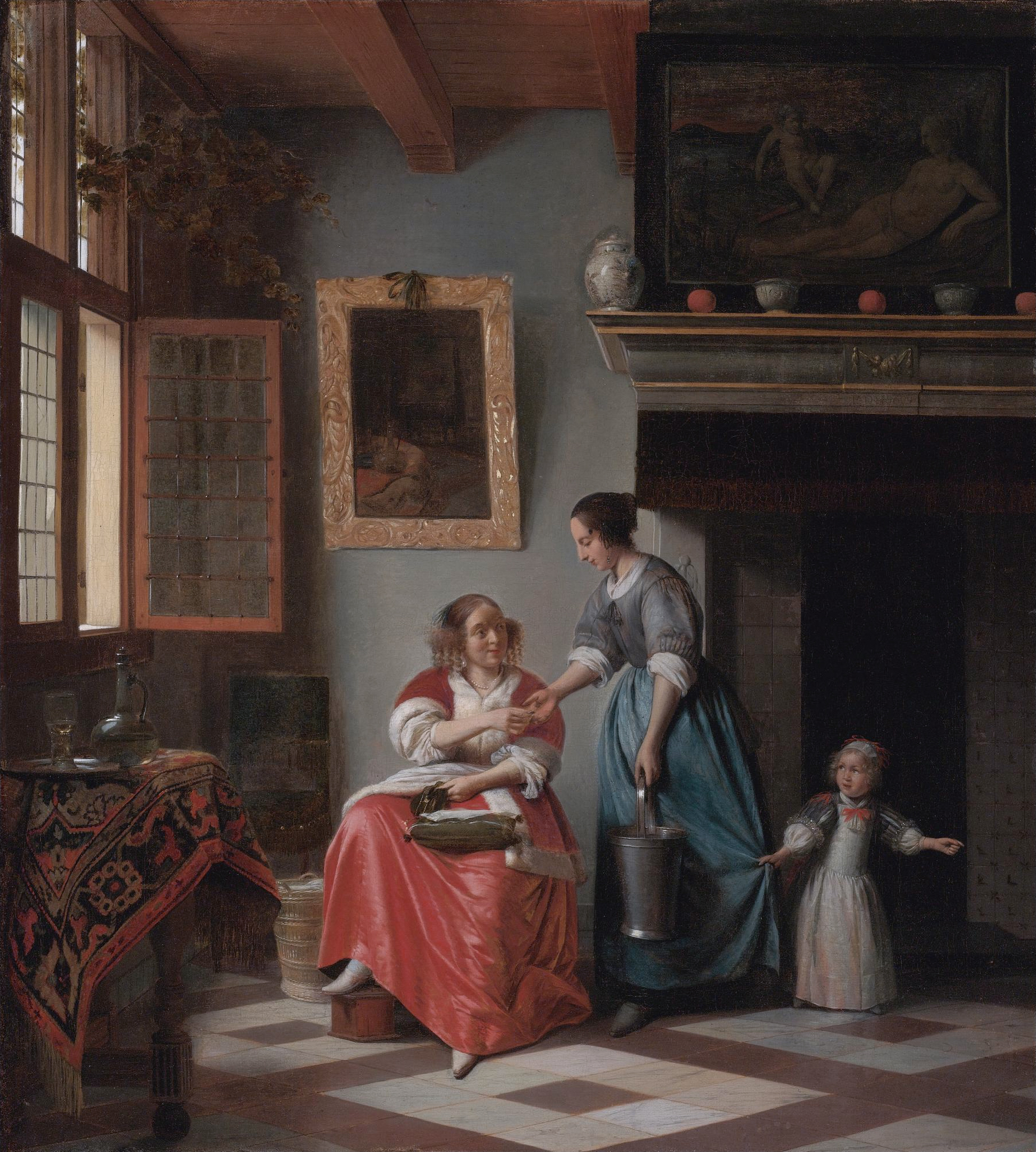
『召使の少女にお金を渡す女性（英語版）』 (個人蔵)